# Cacá Machado
Carlos Gonçalves Machado Neto, ou simplesmente Cacá Machado(São Paulo, SP, 19 de setembro de 1972) é um cantor, compositor, instrumentista e violonista de música popular brasileira. É também historiador e produtor musical.

## Carreira
Nos anos de 2003 a 2010 foi professor na graduação e pós-graduação da Escola de Comunicação e Artes da Universidade Anhembi Morumbi, em São Paulo. Atuou como Diretor do Centro de Música da FUNARTE (Fundação Nacional de Artes), do Ministério de Cultura do Brasil, entre 2008 e 2010 e também como Diretor do Centro de Estudo Musicais do Auditório Ibirapuera, em São Paulo, nos anos de 2010 e 2011. Foi professor visitante do Departamento de História da USP (Universidade de São Paulo), onde desenvolveu sua pesquisa de doutorado sobre história e música.
É professor do Departamento de Música do Instituto de Artes da Universidade Estadual de Campinas (UNICAMP). Foi pesquisador/professor visitante no Departamento de Música da Columbia University (NYC, 2014), do departamento de História da Faculdade de Filosofia, Letras e Ciências Humanas da Universidade de São Paulo (FFLCH-USP, 2010-2014) e professor na graduação e pós-graduação da Escola de Comunicação e Artes da Universidade Anhembi Morumbi (SP, 2003-2010). Graduou-se em História (1995), doutorou-se em Literatura Brasileira (2005) e desenvolveu pesquisa de pós-doutorado na área de história, música e cultura digital (2011-2014) sempre na FFLCH-USP.
Autor dos livros O enigma do homem célebre: ambição e vocação de Ernesto Nazareth (SP, Instituto Moreira Salles, 2007), Tom Jobim (SP, Publifolha, 2008) e organizador da edição Todo Nazareth: obras completas (SP, Água-forte, 2011), entre outros artigos e ensaios.
Sua criação musical inclui trilhas sonoras para cinema, tevê e teatro. Em março de 2013, reuniu músicas inéditas, feitas em colaboração com vários parceiros, e lançou seu primeiro trabalho em disco, Eslavosamba, bem recebido pela crítica, que viu na sua criação um verdadeiro mergulho na construção e desconstrução do samba. Em 2018, lançou seu segundo álbum, Sibilina. O disco tem a participação de nomes como Romulo Fróes, Alessandra Leão e Guilherme Wisnik e foi considerado um dos 25 melhores álbuns brasileiros do segundo semestre de 2018 pela Associação Paulista de Críticos de Arte.

## Discografia
- ”Eslavosamba”
- "Sibilina"